# Églises ouvertes
 (décembre 2010).
Si vous disposez d'ouvrages ou d'articles de référence ou si vous connaissez des sites web de qualité traitant du thème abordé ici, merci de compléter l'article en donnant les références utiles à sa vérifiabilité et en les liant à la section « Notes et références ».
La Fondation Églises ouvertes a pour objectif de mettre en valeur le patrimoine des édifices religieux des cultes reconnus en Belgique, au Luxembourg et en France. En ouvrant ces édifices à un plus large public et en le rendant ainsi accessible à tous, il prendra un sens aux yeux d’un plus grand nombre. Ceci est une étape importante pour la conservation de ce patrimoine religieux.

## Historique
La Fondation Églises ouvertes a été créée en 2006 par son président Marc Huynen, sur le modèle d’autres pays européens[Lesquels ?]. Dès 2007, la première publication mentionne 111 édifices religieux membres respectant la charte de la fondation et repris sur le site internet. Une association sans but lucratif est fondée parallèlement en 2009. Depuis la création de la Fondation, plus de 259 édifices religieux ont déjà adhéré au réseau[Quand ?].
En France, trois associations couvrent une partie du territoire : Nord de France (Hauts-de-France, Bourgogne-Franche-Comté et Normandie) , Grand Est et le département d'Eure-et-Loir.

## Philosophie

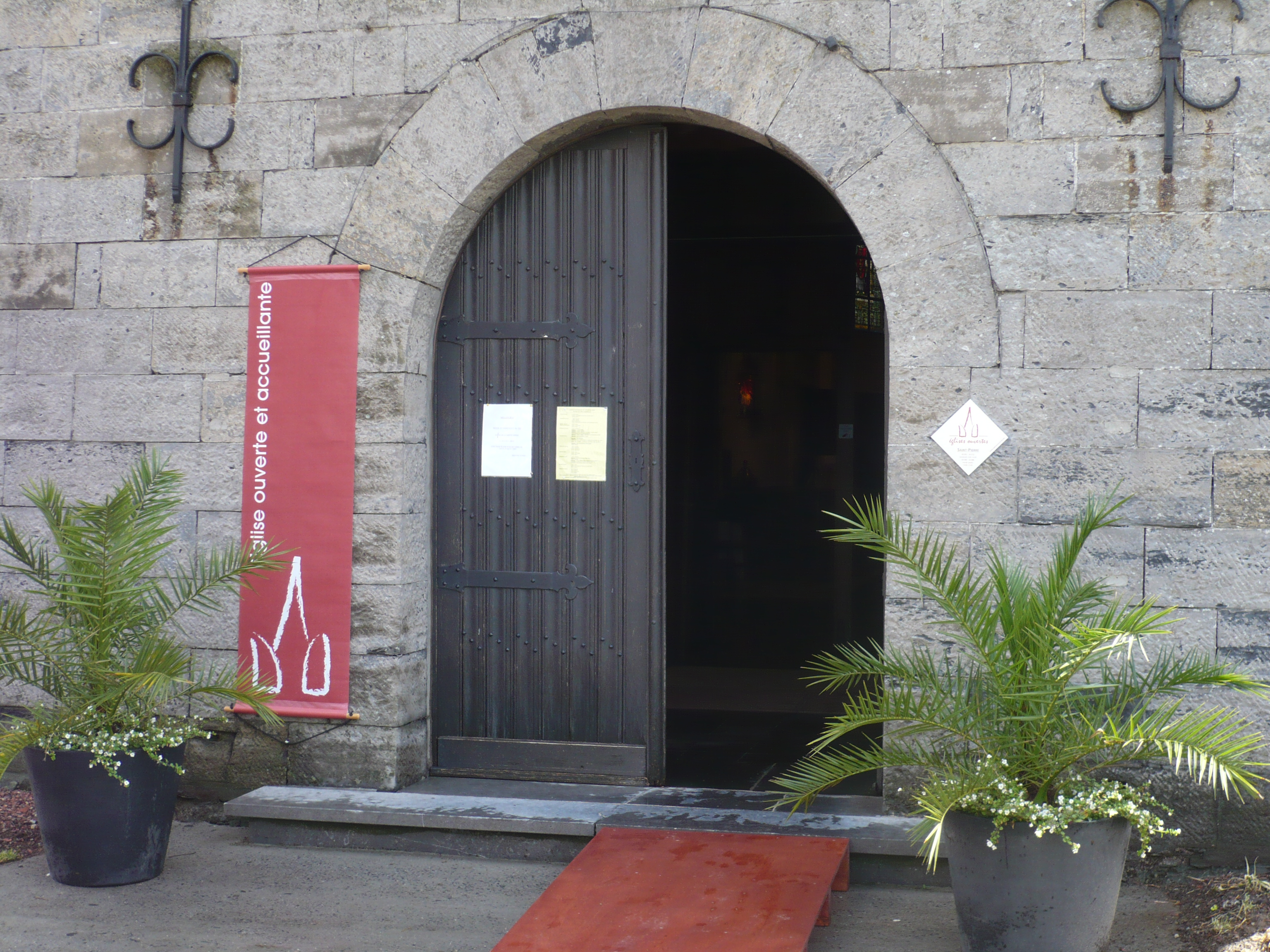
L'église ouverte de Saint-Pierre à Mourcourt

Les églises sont un point de repère dans le paysage.  Elles sont souvent le seul et/ou le plus important édifice dans une ville ou un village. En outre, elles possèdent parfois de magnifiques œuvres d’art. Dans toute la Belgique, les églises sont aussi le symbole d’une histoire commune. Même le plus petit hameau s’est souvent développé autour d’un clocher. Les églises ont aussi une importante signification religieuse.
Le nombre de croyants pratiquants a fort baissé ces dernières décennies. Beaucoup d’églises ne sont aujourd’hui ouvertes qu’aux heures des offices.  Cela signifie que les croyants non pratiquants, ou les personnes intéressées par l’édifice pour d’autres raisons, n’y ont pas accès. Par ailleurs, les pouvoirs publics soutiennent financièrement les fabriques d’églises, et les restaurations d’églises classées sont payées en grande partie par des subsides culturels.
La Fondation Églises ouvertes veut donc aider les responsables à ouvrir leur édifice à un large public. Une « église ouverte » implique que le visiteur soit accueilli d’une façon conviviale et chaleureuse, et que des informations sur l’édifice soient mises à sa disposition.

## Objectifs
La Fondation Églises ouvertes a plusieurs objectifs :
- Mettre en valeur notre patrimoine religieux et le rendre accessible à la population locale et aux visiteurs belges et étrangers.
- Créer les outils de découverte et d'interprétation du patrimoine religieux.
- Diffuser et promouvoir les activités d'animation du patrimoine religieux, telles que visites, concerts, conférences, activités religieuses.

## Action

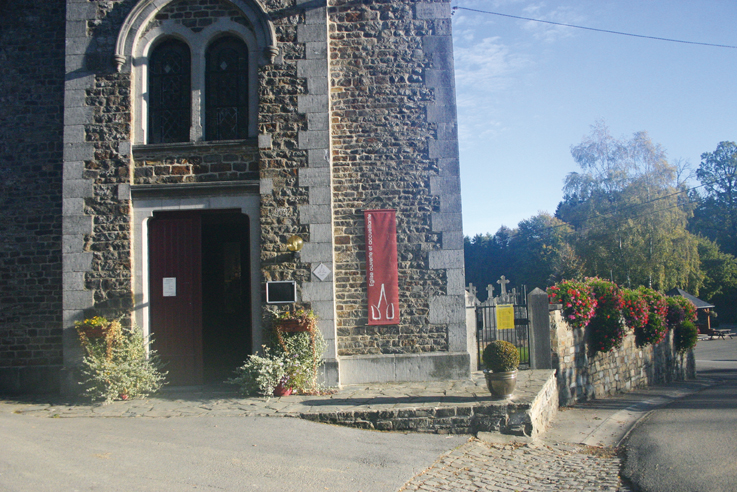

Dès qu’un édifice religieux adhère à la Fondation, ses responsables disposent de différents moyens de promotion.  Ils reçoivent une plaque extérieure et une bannière, signes que leur église est ouverte et accueillante. L’édifice est en outre présenté avec quelques photos sur un site internet quadrilingue, et repris sur une carte-dépliant qui est largement distribuée à tous les édifices religieux membres et aux offices de tourisme. Chaque membre reçoit aussi des livres d’or pour adultes, et d’autres destinés aux enfants.
Chaque édifice peut choisir ensuite de prévoir davantage de matériel d’accueil. Des tables d’accueil, des fiches personnalisées, des bannières supplémentaires, des dépliants décrivant l’église, etc. peuvent être commandés via la Fondation. En 2007 et 2008, la Fondation a également organisé des Journées d’étude, au cours desquelles l’accent fut mis sur les difficultés liées à l’ouverture d’un édifice religieux.
La Fondation suit de près les dernières technologies dans le domaine de l’accès au patrimoine (Internet mobile, GPS...), de telle sorte que les édifices affiliés puissent se présenter aux visiteurs de façon professionnelle et innovante.

## Inventaire et sécurisation
Les membres adhérents sont invités à mettre à jour leurs inventaires.  Des questions sont souvent posées au sujet de la sécurisation d’un édifice ouvert. Il est primordial en cas de vol de savoir ce que l’on possède.  Grâce à l’inventaire on possède des photos et une description de tous les biens mobiliers.
Il n’est pas indispensable de prévoir du personnel d’accueil dans une église ouverte.  L’expérience prouve toujours qu’un bon inventaire, un contrôle social par une présence impromptue de visiteurs et du bon sens protègent mieux les biens mobiliers d’un édifice religieux, que les portes fermées d’une église sans vie, qui ne s’ouvre qu’une fois par semaine pour une célébration.

## Journées des églises ouvertes
Les Journées des églises ouvertes ont lieu chaque année le premier week-end de juin. Membres et non-membres sont invités à organiser ce jour-là dans leur édifice religieux un évènement ou une activité qui rassemble un large public.

## A l’étranger
La Fondation Églises ouvertes fut créée sur le modèle de la Finlande et de la Grande-Bretagne. On trouve des initiatives semblables dans d’autres pays : Vejkirke (Danemark), Roadside Churches (Estonie), Open Churches (Finlande), Vei Kirker (Norvège), Öppen Kyrka et Kyrko Kartan (Suède), et diverses initiatives régionales en Italie, Pays-Bas, Allemagne et Grande-Bretagne. La Fondation se préoccupe de l’accessibilité du patrimoine religieux dans une perspective européenne, ainsi qu’en témoigne le site Internet.

### Programme flamand pour le développement rural (PFDR)
La Fondation Églises ouvertes démarre un nouveau projet dans la province du Brabant flamand, avec le soutien de l’Union européenne : « Églises ouvertes, trésors de nos campagnes ». L’objectif est de faire adhérer le plus grand nombre possible d’édifices religieux au réseau, pour pouvoir ensuite l’exploiter et le développer, en traçant par exemple des circuits reliant différentes églises et en recherchant les possibilités de diverses collaborations.